# Liberation (fonty)
Liberation – rodzina fontów TrueType dostępnych na licencji SIL Open Font License 1.1 (starsze wersje podlegają licencji GPL), stworzona jako alternatywa dla komercyjnych fontów Arial, Times New Roman i Courier New.

## Historia
Czcionki stworzył Steve Matteson z Ascender Corp. początkowo jako Ascender Sans i Ascender Serif. Firma Red Hat Inc. zakupiła licencję na wariant zawierający krój stały i opublikowała go na licencji open-source pod nazwą Liberation.
Fonty te opracowane zostały w dwóch etapach. Początkowo udostępniona została wersja zawierająca pełny zestaw glifów bez hintingu, następnie – na początku 2008 roku  – wersja z hintingiem.

### Alternatywne wersje
System operacyjny Fedora 9 zawiera zmodyfikowaną wersję czcionek z rodziny Liberation. Zmiany dotyczą m.in. przekreślenia zera.

## Charakterystyka
Liberation zostało opracowane w celu zastąpienia popularnych czcionek darmowymi, nieobwarowanymi płatną licencją odpowiednikami.
W przeciwieństwie do fontów DejaVu, Liberation Sans, Serif i Mono są kompatybilne pod względem wymiaru ze swoimi pierwowzorami, pozwalając na zachowanie do pewnego stopnia układu strony WWW czy dokumentu przy konieczności zmiany czcionki.

### Liberation Sans
Rodzina Liberation Sans zbliżona jest do fontu Arial.

### Liberation Serif
Rodzina Liberation Serif zbliżona jest do fontu Times New Roman.

### Liberation Mono
Rodzina Liberation Mono zbliżona jest do fontu Courier New.